# Pedreiras (Sesimbra)
Pedreiras é uma aldeia do concelho de Sesimbra, situada a oeste da Serra da Arrábida.
A sua região é rica em rocha calcária e deve o seu nome à atividade de extração de pedras. Pensa-se que a sua origem está ligada à reconstrução de Lisboa após o terramoto de 1755.
As rochas extraídas são quase exclusivamente usadas na produção de britas. Apenas uma parte muito pequena é aplicada em calçadas.
O modo de vida dos seus habitantes, outrora ligado às pedreiras e à agricultura, não se diferencia, hoje em dia, do modo de vida dos restantes habitantes do concelho. Tal como o nome da aldeia, também as estradas que ligam as restantes aldeias do concelho de Sesimbra à aldeia das Pedreiras se assemelham a uma pedreira dado o mau estado em que se encontram. 
A partir da revisão toponímica levada a cabo pela CMS em 2023, a aldeia viu a sua área aumentar de tamanho, passando a incluir terras que outrora pertenciam à aldeia de Sampaio, nomeadamente os lugares de Malhadas, Casal da Mira, Covão e Pocinho da Maçã.